# Ризо Ризов (оперен певец)
 Тази статия е за оперния певец.  За дееца на ВМОРО и ВМРО (обединена) вижте Ризо Ризов.  
Ризо Атанасов Ризов е български оперен певец, баритон.

## Биография
Ризо Ризов е роден на 25 септември 1898 година във Велес, тогава в Османската империя. Брат е на журналиста Димитър Ризов. Зaвършва Държавното музикално училище в София. Учи пеене при Димитър Попиванов и С. Тушнов. Пее в Софийската опера (1923 – 1954). Изпълнява разнообразни роли – Жорж Жермон („Травиата“), Граф Монтероне („Риголето“), Паоло Албиани („Симоне Боканегра“), Шарплес („Мадам Бътерфлай“), Осман бей („Цвета“), Йохан („Вертер“), Цунига („Кармен“) В 1950 година е обявен за заслужил артист.